# Streukreisradius

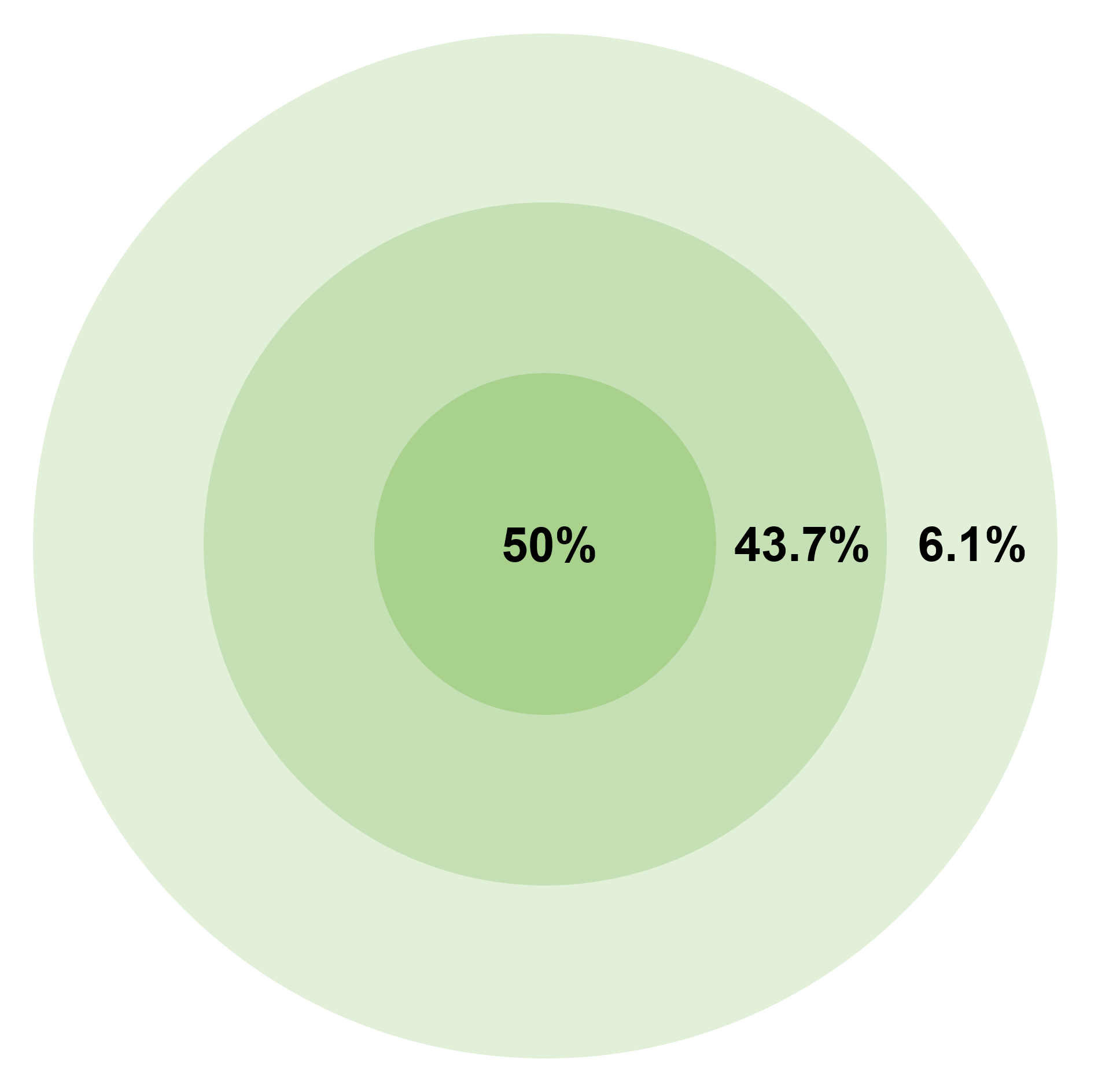
Prozentuale Verteilung der Trefferwahrscheinlichkeit

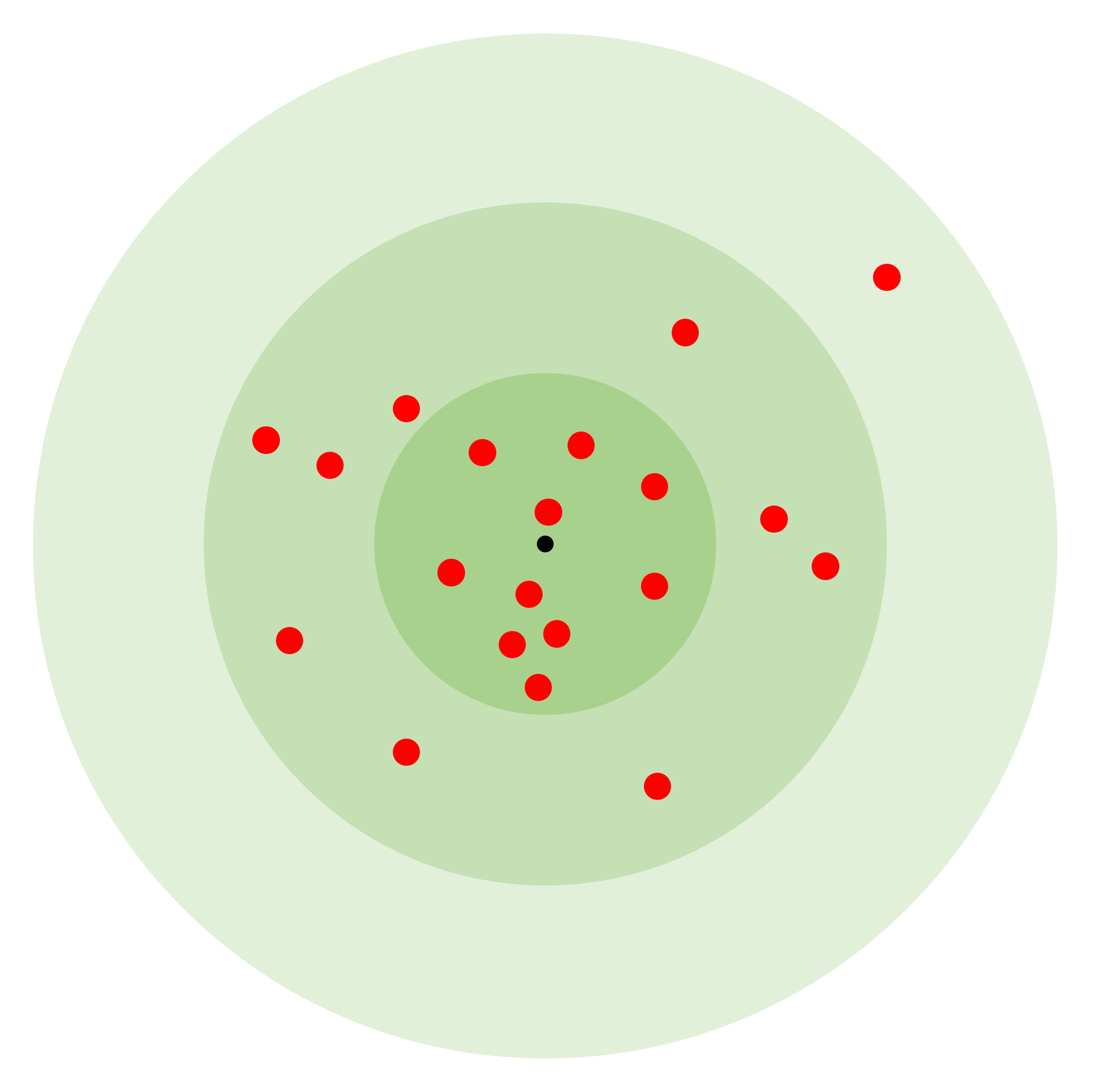
Beispiel eines Streukreises mit 20 Stichproben. 0,2 % der Messungen liegen komplett außerhalb der Kreise.

Der Streukreisradius (englisch circular error probable, CEP) gibt bei einer kreisförmigen Normalverteilung den Radius eines Kreises an, in dem 50 Prozent aller Messwerte liegen. Der CEP dient als ein Maß für die Genauigkeit eines Systems.

## Anwendung
Anwendung findet die Angabe des CEP vor allem bei Beschreibung der Treffergenauigkeit beziehungsweise Streuung eines Waffensystems mit ungelenkter Munition (z. B. Schusswaffen) sowie von präzisionsgelenkter Munition (z. B. Mittelstreckenraketen und Interkontinentalraketen), die im letzten Flugabschnitt nicht mehr gesteuert werden können.
Der umschlossene Prozentwert wird als Index zur Angabe CEP geschrieben (z. B.: CEP für 20 %: CEP20). Wird kein Index angegeben, so ist der CEP für 50 % aller Werte gemeint.

## Mathematische Herleitung
Eine Näherung unter Annahme von normalverteilten Einschlägen mit höchster Trefferdichte im Ursprung des Koordinatensystems erhält man durch folgendes Doppelintegral:
{\displaystyle P_{\rho }={\frac {1}{\sqrt {\left|2\pi \Phi \right|}}}\cdot \iint _{x^{2}+y^{2}<\rho ^{2}}\exp \left(-{\frac {1}{2}}\left(x,y\right)^{T}\cdot \Phi ^{-1}\cdot \left(x,y\right)\right)\mathrm {d} x\,\mathrm {d} y}
{\displaystyle P_{\rho }}: Wahrscheinlichkeit, dass der Einschlag {\displaystyle {\mathcal {N}}\left(0,\Phi \right)} innerhalb eines Kreises mit dem Radius {\displaystyle \rho } liegt
{\displaystyle \Phi }: Varianz-Kovarianzmatrix des Zufallsvektors {\displaystyle \left(x,y\right)}
{\displaystyle \left(x,y\right)}: Zufallsvektor der Koordinaten des Einschlags
{\displaystyle {\rho }}: Radius
{\displaystyle T}: Transponierung eines Vektors

## Wahrscheinlicher sphärischer Fehler
Bei einer dreidimensionalen Betrachtung der Genauigkeit eines Systems (zum Beispiel bei Satelliten-Navigationssystemen) wird der Wert des Radius einer Kugel, innerhalb derer sich die Messergebnisse mit einer Wahrscheinlichkeit von 50 Prozent befinden, als Spherical Error Probable (SEP) bezeichnet.